# Stazione di Brondesbury
La stazione di Brondesbury è una stazione della London Overground situata nel borgo londinese di Brent. È servita ogni ora da otto treni suburbani transitanti sulle due direzioni della North London Line.